# Dodge Center
Dodge Center is een plaats (city) in de Amerikaanse staat Minnesota, en valt bestuurlijk gezien onder Dodge County.

## Demografie
Bij de volkstelling in 2000 werd het aantal inwoners vastgesteld op 2226.
In 2006 is het aantal inwoners door het United States Census Bureau geschat op 2567, een stijging van 341 (15,3%).

## Geografie
Volgens het United States Census Bureau beslaat de plaats een oppervlakte van
4,9 km², geheel bestaande uit land. Dodge Center ligt op ongeveer 356 m boven zeeniveau.

## Plaatsen in de nabije omgeving
De onderstaande figuur toont nabijgelegen plaatsen in een straal van 16 km rond Dodge Center.

## Geboren
- Milton L. Humason (1891-1972), astronoom